# محمد بن جعفر القزاز
محمد بن جعفر القزاز القيرواني، ولد عام 322هـ تقريبا؛ فقد ذكر في سنة وفاته أنه توفي سنة 412هـ وله تسعون عامًا، فيكون قد ولد بهذا التاريخ تقريبًا، وقد ولد في القيروان ونشأ فيها وتوفي بها. وكان مهتمًّا بالنحو واللغة والقراءات، والغالب عليه علم النحو واللغة.
قال عنه ابن الساعي: «كان إمامًا علَّامة لعلوم العربية، ذكره الحسن بن رشيق في كتاب الأنموذج له»، وقال ياقوت الحموي: «كان إمامًا علَّامة قيمًا بعلوم العربية».
من كتبه: الجامع في اللغة، وما يجوز للشاعر استعماله في ضرورة الشعر، وأدب السلطان والتأدب له، والتعريض والتصريح، وأبيات معاني شعر المتنبي. ذكرها ابن الساعي في كتاب الدر الثمين في أسماء المصنفين.
من تلاميذه: الحسن بن رشيق القيرواني، والحسن بن محمد التميمي.

## مولده ونشأته
هو محمد بن جعفر بن أحمد التميمي القيرواني، أبو عبد الله القزاز. ولد عام 322هـ تقريبًا؛ فقد ذكر في سنة وفاته أنه توفي سنة 412هـ وله تسعون عاما، فيكون قد ولد بهذا التاريخ تقريبا، وقد ولد في القيروان ونشأ فيها وتوفي بها.

## اهتمامه العلمي
كان مهتما بالنحو واللغة والقراءات، والغالب عليه علم النحو واللغة، وله شعر جميل، ومن شعره:

## قالوا عنه
- قال عنه ياقوت الحموي: "قد مدحه الشعراء فقال فيه يعلى بن إبراهيم الأربسي:

وكان القزاز معجبا بهذه الكلمة ويقول: ما مدحت بأحبّ إليّ منها.
- وقال ابن الساعي: «كان إماما علاّمة لعلوم العربية، ذكره الحسن بن رشيق في كتاب الأنموذج له».[3] 3/ قال ياقوت الحموي: «كان إماما علامة قيّما بعلوم العربية».[4]
- قال عمر كحالة: «أديب، نحوي، لغوي، بياني، شاعر ولد بالقيران، وكان في خدمة العزيز العبيدي صاحب مصر».[10] 5/ قال جمال الدين القفطي: «وكان مهيياً عند ملوك القطر ورؤسائه، محبباً إلى العامة، قليل الخوض إلا في علم دين أو دنيا، وكان له شعر جيد مصنوع مطبوع، يأتي به مفاكهة وممالحة».[11]

## كتبه
- الجامع في اللغة. ذكره ابن الساعي فقال: «وقد صنّف كتاب الجامع في اللّغة، رتّبه على حروف المعجم، وهو يقارب كتاب تهذيب اللّغة لأبي منصور الأزهري»[3]
- ما يجوز للشاعر في الضَّرورة، تحقيق الدكتور رمضان عبد التوَّاب، والدكتور صلاح الدين الهادي.
- أدب السلطان والتأدُّب له.
- التعريض والتصريح.
- إعراب الدريدية.
- كتاب الضاد والظاء.
- سر رسالة البلاغة.
- ما أخذ على المتنبي من اللحن والغلط.
- أبيات معاني شعر المتنبي.

كلها ذكرها ابن الساعي في الدر الثمين في كتاب أسماء المصنفين.

## تلاميذه
- ابن رشيق القيرواني.
- الحسن بن محمد التميمي.
- محمد بن أبي سعيد محمد.
- مكي بن أبي طالب حمو القيرواني.
- أبو القاسم عبد الرحمن، ابنه.[6]